# The Straits Times
The Straits Times is een Engelstalige krant in broadsheet-formaat die in Singapore verschijnt, met The Sunday Times als zondageditie. De krant werd op 15 juli 1845 opgericht als The Straits Times and Singapore Journal of Commerce. De gemiddelde dagelijkse oplage lag in 2010 rond de 350.000. De krant wordt uitgegeven door Singapore Press Holdings, en is gevestigd in Singapore. Toen in 1965 Singapore onafhankelijk werd, kwam er een dagblad voor Maleisië onder de naam New Straits Times.
Volgens een door WikiLeaks gelekt diplomatiek bericht uit 2009 zou de krant nauw aanleunen bij de standpunten van de regering. Ook zouden meerdere directieleden functies hebben bekleed in de regering of de hoge ambtenarij. 